# Estadio municipal Parque do Sabiá
El Estadio Municipal Parque do Sabiá, o simplemente conocido como Parque do Sabiá, es un estadio de fútbol ubicado en la ciudad de Uberlândia, estado de Minas Gerais, Brasil. Pertenece a la Prefectura de Uberlándia y en él juega de local el Uberlândia Esporte Clube.
Con una capacidad para 53 350 espectadores, fue inaugurado el 27 de mayo de 1982, en un partido en que la selección brasileña derrotó por 7 a 0 a Irlanda, habiendo anotado el primer gol en el estadio Paulo Roberto Falcão.
En enero de 1995 el estadio fue sede del Campeonato Sudamericano Femenino de 1995.

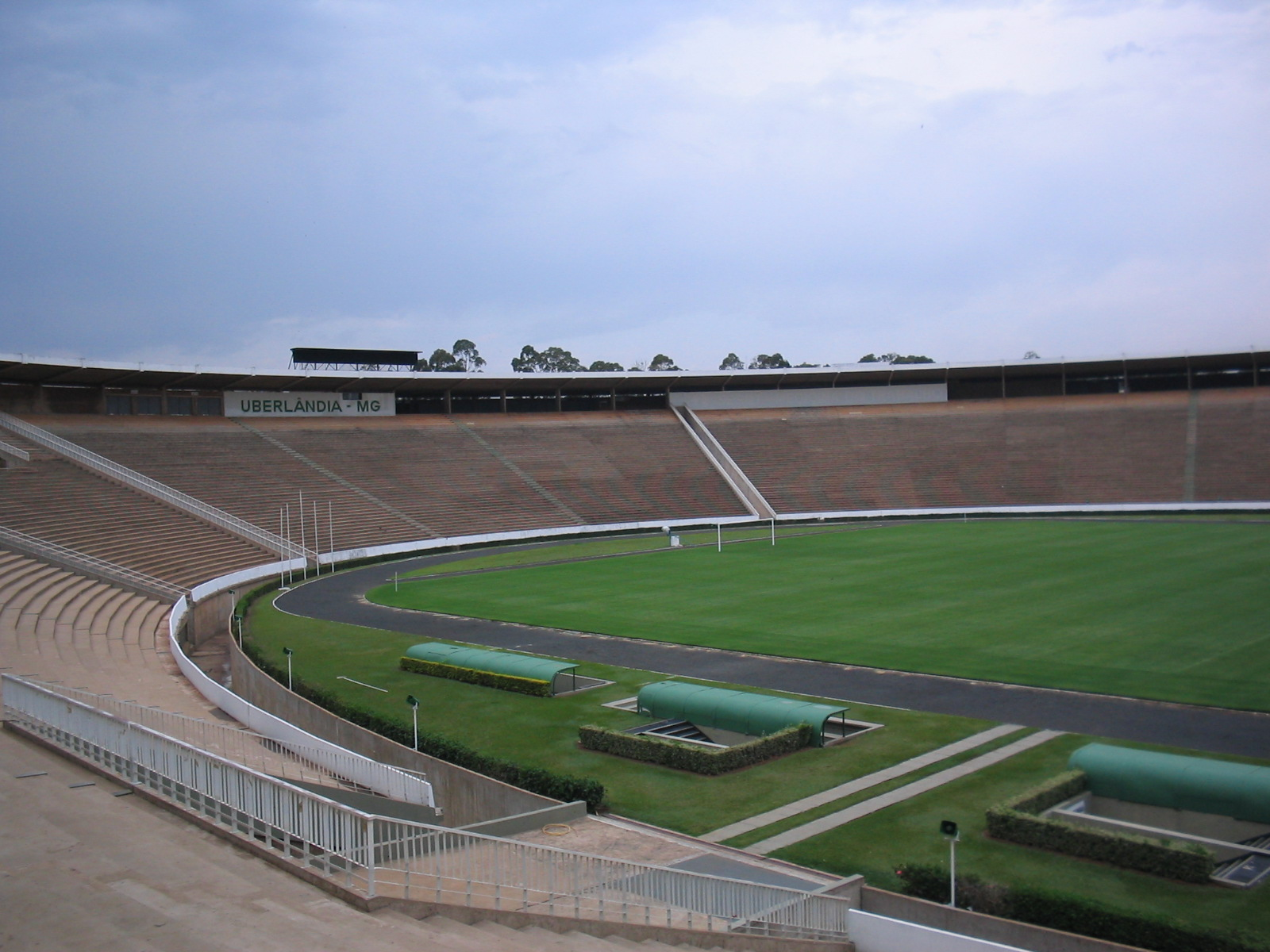
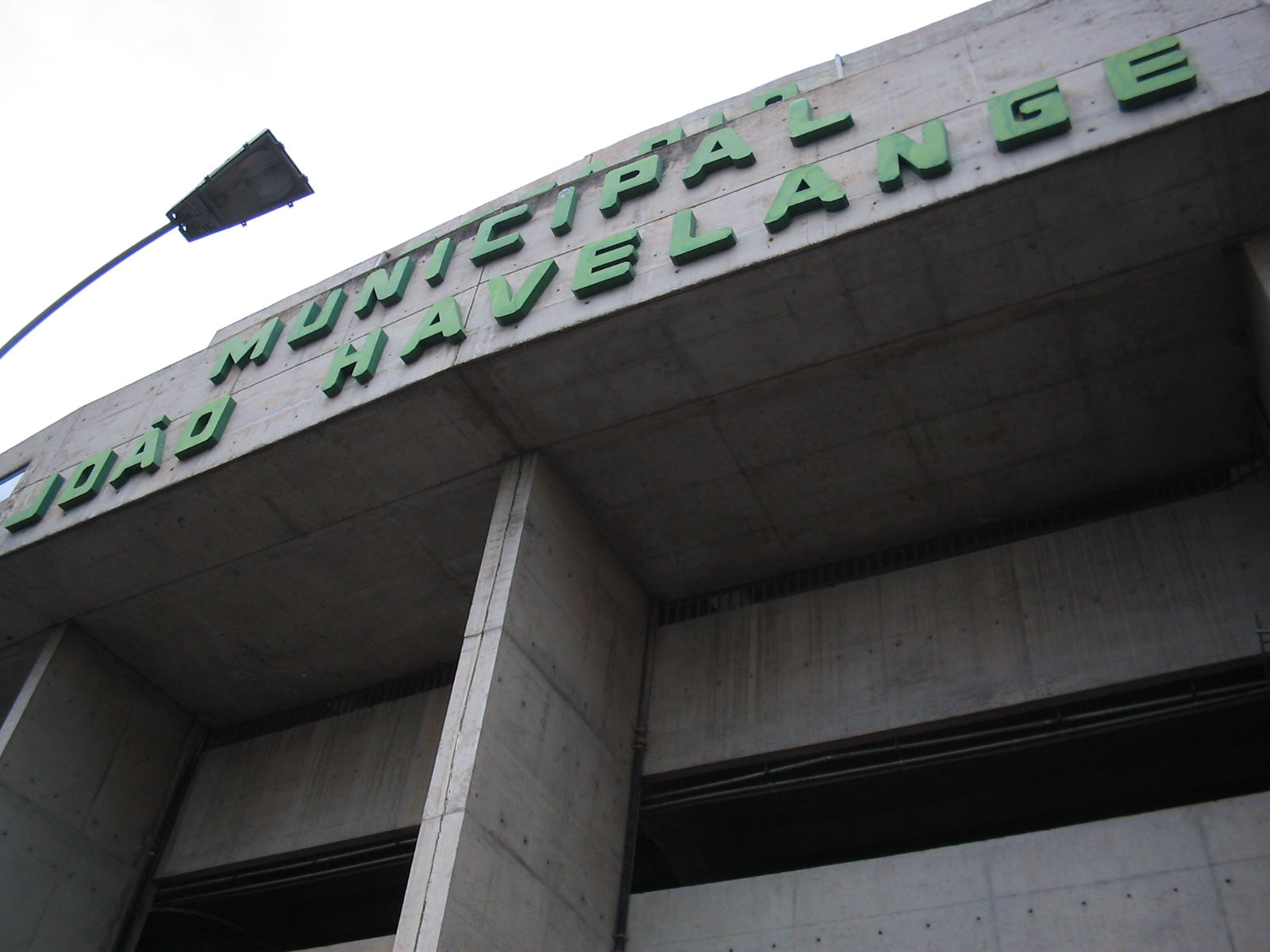